# Папа Буба Диоп
Папа Буба Диоп (фр. Papa Bouba Diop; Дакар, 28. јануар 1978 — Париз, 29. новембар 2020) био је сенегалски фудбалер. Најчешће је играо као задњи везни.

## Биографија
Каријеру је почео у родном Сенегалу, а онда је прешао у Европу где је наступао за швајцарске прволигаше Ксамакс и Грасхопер. Играо је затим за Ланс у француској Лиги 1, да би у јулу 2004. прешао у Фулам. Три и по године је био стандардан првотимац у Фуламу, па још две и по у још једном тадашњем премијерлигашу, Портсмуту. Одиграо је 129 мечева у Премијер лиги и дао осам голова. Годину дана је био и у Грчкој као играч атинског АЕК-а, након чега се вратио у Енглеску и играо у Чемпионшипу прво за Вест Хем јунајтед а затим и за Бирмингем сити.
За сениорску репрезентацију Сенегала наступио је укупно 63 пута при чему је дао 11 голова. Био је стрелац првог гола на Светском првенству 2002. године у Јапану и Јужној Кореји, када је његов национални тим савладао тадашњег светског првака Француску (1 : 0). Дао је затим још два гола у ремију против Уругваја (3 : 3). Сенегал је прошао групу, избацио Шведску у осмини финала после продужетака, а потом је испао у четвртфиналу од Турака.
Диоп је преминуо у новембру 2020. године, у 42. години живота, након дуге и тешке болести.

## Статистике каријере

### Клуб
| Клуб              | Сезона    | Лига                 | Лига    | Лига  | Национални куп | Национални куп | Лига куп | Лига куп | Европа  | Европа | Остало  | Остало | Укупно  | Укупно |
| Клуб              | Сезона    | Дивизија             | Наступи | Goals | Наступи        | Голови         | Наступи  | Голови   | Наступи | Голови | Наступи | Голови | Наступи | Голови |
| ----------------- | --------- | -------------------- | ------- | ----- | -------------- | -------------- | -------- | -------- | ------- | ------ | ------- | ------ | ------- | ------ |
| Ксамакс           | 2000/01.  | Суперлига Швајцарске | 19      | 4     |                |                |          |          | –       | –      |         |        | 19      | 4      |
| Грасхопер         | 2000/01.  | Суперлига Швајцарске | 11      | 1     |                |                |          |          | –       | –      |         |        | 11      | 1      |
| Грасхопер         | 2001/02.  | Суперлига Швајцарске | 18      | 4     |                |                |          |          | 7       | 0      |         |        | 25      | 4      |
| Грасхопер         | Укупно    | Укупно               | 29      | 5     |                |                |          |          | 7       | 0      |         |        | 36      | 5      |
| Ланс              | 2001/02.  | Прва лига Француске  | 5       | 0     | 0              | 0              | –        | –        | –       | –      | –       | –      | 5       | 0      |
| Ланс              | 2002/03.  | Прва лига Француске  | 16      | 3     | 0              | 0              | 0        | 0        | 4       | 0      | –       | –      | 20      | 3      |
| Ланс              | 2003/04.  | Прва лига Француске  | 26      | 3     | 0              | 0              | 2        | 0        | 6       | 2      | –       | –      | 34      | 5      |
| Ланс              | Укупно    | Укупно               | 47      | 6     | 0              | 0              | 2        | 0        | 10      | 2      | –       | –      | 59      | 8      |
| Фулам             | 2004/05.  | Премијер лига        | 29      | 6     | 3              | 1              | 3        | 0        | –       | –      | –       | –      | 35      | 7      |
| Фулам             | 2005/06.  | Премијер лига        | 22      | 2     | 0              | 0              | 1        | 0        | –       | –      | –       | –      | 23      | 2      |
| Фулам             | 2006/07.  | Премијер лига        | 23      | 0     | 1              | 0              | 0        | 0        | –       | –      | –       | –      | 24      | 0      |
| Фулам             | 2007/08.  | Премијер лига        | 2       | 0     | 0              | 0              | –        | –        | –       | –      | –       | –      | 2       | 0      |
| Фулам             | Укупно    | Укупно               | 76      | 8     | 4              | 1              | 4        | 0        | –       | –      | –       | –      | 84      | 9      |
| Портсмут          | 2007/08.  | Премијер лига        | 25      | 0     | 5              | 0              | 2        | 0        | –       | –      | –       | –      | 32      | 0      |
| Портсмут          | 2008/09.  | Премијер лига        | 16      | 0     | 0              | 0              | 0        | 0        | 4       | 0      | 1       | 0      | 21      | 0      |
| Портсмут          | 2009/10.  | Премијер лига        | 12      | 0     | 7              | 0              | 0        | 0        | –       | –      | –       | –      | 19      | 0      |
| Портсмут          | Укупно    | Укупно               | 53      | 0     | 12             | 0              | 2        | 0        | 4       | 0      | 1       | 0      | 72      | 0      |
| АЕК Атина         | 2010/11.  | Суперлига Грчке      | 19      | 1     | 6              | 0              | –        | –        | 5       | 2      | 7       | 1      | 37      | 4      |
| Вест Хем јунајтед | 2011/12.  | Чемпионшип           | 16      | 1     | 0              | 0              | 0        | 0        | –       | –      | –       | –      | 16      | 1      |
| Бирмингем сити    | 2012/13.  | Чемпионшип           | 2       | 1     | 0              | 0              | 0        | 0        | –       | –      | –       | –      | 2       | 1      |
| Свеукупно         | Свеукупно | Свеукупно            | 261     | 26    | 22             | 1              | 8        | 0        | 26      | 4      | 8       | 1      | 325     | 32     |

1. ↑  Два наступа у Лиги шампиона, пет у Купу УЕФА.
2. ↑  Наступи у Лиги шампиона.
3. 1 2  Наступи у Купу УЕФА.
4. ↑  Наступ у Комјунити шилду.
5. ↑  Наступи у квалификационим утакмицама.
6. ↑  Наступи у Лиги Европе.

### Репрезентација
| Репрезентација | Година | Наступи | Голови |
| -------------- | ------ | ------- | ------ |
| Сенегал        | 2001.  | 5       | 1      |
| Сенегал        | 2002.  | 14      | 5      |
| Сенегал        | 2003.  | 7       | 1      |
| Сенегал        | 2004.  | 14      | 3      |
| Сенегал        | 2005.  | 5       | 0      |
| Сенегал        | 2006.  | 11      | 1      |
| Сенегал        | 2007.  | 4       | 0      |
| Сенегал        | 2008.  | 3       | 0      |
| Укупно         | Укупно | 63      | 11     |

Голови Сенегала су наведени на првом месту. Колона „гол” означава резултат на утакмици након Диоповог гола.
| Број | Датум               | Стадион                                               | Противник    | Гол   | Резултат | Такмичење                                |
| ---- | ------------------- | ----------------------------------------------------- | ------------ | ----- | -------- | ---------------------------------------- |
| 1.   | 8. новембар 2001.   | Стадион Чонџу, Чонџу, Јужна Кореја                    | Јужна Кореја | 1 : 0 | 1 : 0    | Пријатељска                              |
| 2.   | 2. фебруар 2002.    | Стадион Модибо Кејта, Бамако, Мали                    | Нигерија     | 1 : 0 | 2 : 1    | Афрички куп нација 2002.                 |
| 3.   | 27. март 2002.      | Стадион Леополд Сенгор, Дакар, Сенегал                | Боливија     | 1 : 0 | 2 : 1    | Пријатељска                              |
| 4.   | 31. мај 2002.       | Стадион Сеул, Сеул, Јужна Кореја                      | Француска    | 1 : 0 | 1 : 0    | Светско првенство 2002.                  |
| 5.   | 11. јун 2002.       | Стадион Сувон, Сувон, Јужна Кореја                    | Уругвај      | 2 : 0 | 3 : 3    | Светско првенство 2002.                  |
| 6.   | 11. јун 2002.       | Стадион Сувон, Сувон, Јужна Кореја                    | Уругвај      | 3 : 0 | 3 : 3    | Светско првенство 2002.                  |
| 7.   | 10. септембар 2003. | Стадион Нигата, Нигата, Јапан                         | Јапан        | 1 : 0 | 1 : 0    | Кирин куп 2003.                          |
| 8.   | 30. јануар 2004.    | Стадион 15. октобар, Бизерта, Тунис                   | Кенија       | 2 : 0 | 3 : 0    | Афрички куп нација 2004.                 |
| 9.   | 20. јун 2004.       | Стадион де Кеге, Ломе, Того                           | Того         | 1 : 2 | 1 : 3    | Квалификације за Светско првенство 2006. |
| 10.  | 10. октобар 2004.   | Спортски комплекс Самјуел Канјон, Монровија, Либерија | Либерија     | 1 : 0 | 3 : 0    | Квалификације за Светско првенство 2006. |
| 11.  | 3. фебруар 2006.    | Стадион Харас Ел Ходуд, Александрија, Египат          | Гвинеја      | 1 : 1 | 3 : 2    | Афрички куп нација 2006.                 |

## Успеси

### Клуб
Грасхопер
- Суперлига Швајцарске: 2000/01.[19]

Портсмут
- ФА куп: 2007/08.[19]

АЕК Атина
- Куп Грчке: 2010/11.[20]

### Репрезентација
Сенегал
- Финалиста Афричког купа нација: 2002.[21]